# اوآلاپو (هاوایی)
اوآلاپو، هاوایی (به انگلیسی: ʻUalapuʻe) یک منطقهٔ مسکونی در ایالات متحده آمریکا است که در هاوایی واقع شده‌است. اوآلاپو ۴۲۵ نفر جمعیت دارد و ۹٫۱۴ متر بالاتر از سطح دریا واقع شده‌است.